# Comuna de Staroźreby
Staroźreby (polaco: Gmina Staroźreby) é uma gminy (comuna) na Polónia, na voivodia de Mazóvia e no condado de Płocki. A sede do condado é a cidade de Staroźreby.
De acordo com os censos de 2004, a comuna tem 7563 habitantes, com uma densidade 55 hab/km².

## Área
Estende-se por uma área de 137,55 km², incluindo:
- área agrícola: 88%
- área florestal: 6%

## Demografia
Dados de 30 de Junho 2004:
|                      | Total   | Total | Mulheres | Mulheres | Homens  | Homens |
| -------------------- | ------- | ----- | -------- | -------- | ------- | ------ |
|                      | pessoas | %     | pessoas  | %        | pessoas | %      |
| População            | 7563    | 100   | 3785     | 50       | 3778    | 50     |
| Densidade (pop./km²) | 55      | 100   | 27,5     | 27,5     | 27,5    | 27,5   |

De acordo com dados de 2002, o rendimento médio per capita ascendia a 1269,2 zł.

## Subdivisões
- Aleksandrowo, Begno, Bromierz, Bromierzyk, Brudzyno, Bylino, Dąbrusk, Dłużniewo Duże, Goszczyno, Góra, Karwowo-Podgórne, Kierz, Krzywanice, Mieczyno, Nowa Wieś, Nowe Staroźreby, Nowy Bromierz, Nowy Bromierzyk, Płonna, Przeciszewo, Przeciszewo-Kolonia, Przedbórz, Przedpełce, Rogowo, Rostkowo, Sarzyn, Sędek, Słomkowo, Smardzewo, Staroźreby, Staroźreby-Hektary, Stoplin, Strzeszewo, Szulbory, Worowice-Wyroby, Zdziar Mały, Zdziar Wielki.

## Comunas vizinhas
- Baboszewo, Bielsk, Bulkowo, Drobin, Dzierzążnia, Raciąż, Radzanowo